# Rada Europejska

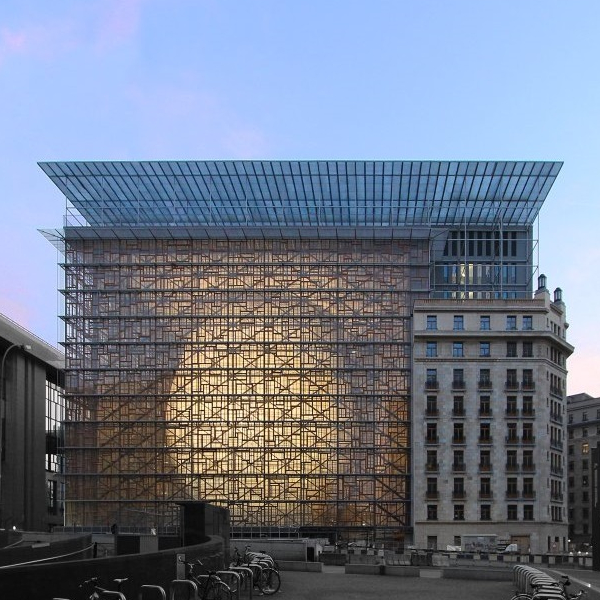
Budynek Europa, w której mieści się siedziba Rady Europejskiej

Rada Europejska (ang. European Council) – instytucja Unii Europejskiej mająca za zadanie wyznaczanie kierunków jej rozwoju i polityki.

## Historia Rady Europejskiej
Rada Europejska wywodzi się z nieformalnych spotkań szefów rządów państw członkowskich wspólnot europejskich (tzw. spotkania na szczycie) odbywanych nieregularnie od 1961. Ich inicjatorem był Charles de Gaulle. W czasie konferencji na szczycie w Paryżu w dniach 9 i 10 grudnia 1974 zdecydowano o zinstytucjonalizowaniu tych spotkań i nazwano je Radą Europejską, pod silnym wpływem Valéry’ego Giscarda d’Estainga (ówczesnego prezydenta Francji). Pierwsze posiedzenie Rady miało miejsce w Dublinie w marcu 1975. Spotkania Rady odbywały się odtąd średnio 2 lub 3 razy w roku: raz na pół roku w państwie sprawującym aktualnie prezydencję, zaś ewentualne dodatkowe obrady zwykle w Brukseli.
Kolejnym krokiem w formalizacji spotkań na szczycie była Deklaracja londyńska przyjęta podczas obrad Rady Europejskiej w 1977. Określono wtedy między innymi liczebność delegacji towarzyszących głowom państw lub rządów, sposób wydawania oficjalnych komunikatów i przygotowywania porządku dziennego obrad. Ważne postanowienia dotyczące Rady zawierała również uroczysta deklaracja o Unii Europejskiej, uchwalona 19 czerwca 1983 w Stuttgarcie.
Rada Europejska początkowo nie miała umocowania międzynarodowoprawnego. Podstawę traktatową jej funkcjonowania stworzył dopiero Jednolity akt europejski, który wszedł w życie w 1987. Traktat z Maastricht, ustanawiający Unię Europejską, zmienił umocowanie Rady, która w 1993 stała się organem UE, a nie wspólnot. Z formalnego punktu widzenia Rada Europejska była wtedy jedynym organem Unii Europejskiej – inne główne instytucje były nadal organami wspólnot europejskich, z których Unia jedynie korzystała.
Traktat lizboński potwierdził status Rady Europejskiej jako instytucji Unii Europejskiej, dokonał jednak pewnych zmian proceduralnych.

## Skład

Członkowie Rady Europejskiej według przynależności partyjnej
Partia Europejskich Socjalistów
Europejska Partia Ludowa
Partia Porozumienia Liberałów i Demokratów na rzecz Europy
Partia Europejskich Konserwatystów i Reformatorów
Partia Europejskiej Lewicy
niezależni

Rada Europejska składa się z głów państw lub szefów rządów państw członkowskich (większość państw jest aktualnie reprezentowana przez premierów, z wyjątkiem Cypru, Francji, Litwy i Rumunii, które są reprezentowane przez prezydentów) oraz jej przewodniczącego (wybieranego przez Radę Europejską na 2,5-letnią kadencję) i przewodniczącego Komisji Europejskiej. W jej pracach bierze też udział wysoki przedstawiciel Unii do spraw zagranicznych i polityki bezpieczeństwa. Jeśli wymaga tego porządek obrad, członkowie Rady Europejskiej mogą podjąć decyzję, by każdemu z nich towarzyszył minister, a w przypadku przewodniczącego Komisji jeden z członków Komisji. Rada Europejska może zaprosić na swe posiedzenie przewodniczącego Parlamentu Europejskiego.
| Osoba                | Zdjęcie                                             | Funkcja                             | Partia europejska | Partia europejska                                          | Partia krajowa                              |
| -------------------- | --------------------------------------------------- | ----------------------------------- | ----------------- | ---------------------------------------------------------- | ------------------------------------------- |
| António Costa        |                                                     | przewodniczący Rady Europejskiej    |                   | Partia Europejskich Socjalistów                            | Partia Socjalistyczna                       |
| Ursula von der Leyen |                                                     | przewodniczący Komisji Europejskiej |                   | Europejska Partia Ludowa                                   | Unia Chrześcijańsko-Demokratyczna           |
| Christian Stocker    |                                                     | kanclerz Austrii                    |                   | Europejska Partia Ludowa                                   | Austriacka Partia Ludowa                    |
| Bart De Wever        | Bart De Wever at the European Commission - 2025.jpg | premier Belgii                      |                   | Partia Europejskich Konserwatystów i Reformatorów          | Nowy Sojusz Flamandzki                      |
| Rosen Żelazkow       |                                                     | premier Bułgarii                    |                   | Europejska Partia Ludowa                                   | GERB                                        |
| Andrej Plenković     |                                                     | premier Chorwacji                   |                   | Europejska Partia Ludowa                                   | Chorwacka Wspólnota Demokratyczna           |
| Nikos Christodulidis |                                                     | prezydent Cypru                     |                   | niezrzeszony                                               | niezależny                                  |
| Petr Fiala           |                                                     | premier Czech                       |                   | Partia Europejskich Konserwatystów i Reformatorów          | Obywatelska Partia Demokratyczna            |
| Mette Frederiksen    |                                                     | premier Danii                       |                   | Partia Europejskich Socjalistów                            | Socialdemokraterne                          |
| Kristen Michal       |                                                     | premier Estonii                     |                   | Partia Porozumienia Liberałów i Demokratów na rzecz Europy | Estońska Partia Reform                      |
| Petteri Orpo         |                                                     | premier Finlandii                   |                   | Europejska Partia Ludowa                                   | Partia Koalicji Narodowej                   |
| Emmanuel Macron      |                                                     | prezydent Francji                   |                   | Partia Porozumienia Liberałów i Demokratów na rzecz Europy | En Marche!                                  |
| Kiriakos Mitsotakis  |                                                     | premier Grecji                      |                   | Europejska Partia Ludowa                                   | Nowa Demokracja                             |
| Pedro Sánchez        |                                                     | premier Hiszpanii                   |                   | Partia Europejskich Socjalistów                            | Hiszpańska Socjalistyczna Partia Robotnicza |
| Dick Schoof          |                                                     | premier Holandii                    |                   | niezrzeszony                                               | niezależny                                  |
| Micheál Martin       |                                                     | premier Irlandii                    |                   | Partia Porozumienia Liberałów i Demokratów na rzecz Europy | Fianna Fáil                                 |
| Gitanas Nausėda      |                                                     | prezydent Litwy                     |                   | niezrzeszony                                               | niezależny                                  |
| Luc Frieden          |                                                     | premier Luksemburga                 |                   | Europejska Partia Ludowa                                   | Chrześcijańsko-Społeczna Partia Ludowa      |
| Evika Siliņa         |                                                     | premier Łotwy                       |                   | Europejska Partia Ludowa                                   | Nowa Jedność                                |
| Robert Abela         |                                                     | premier Malty                       |                   | Partia Europejskich Socjalistów                            | Partia Pracy                                |
| Friedrich Merz       |                                                     | kanclerz Niemiec                    |                   | Europejska Partia Ludowa                                   | Unia Chrześcijańsko-Demokratyczna           |
| Donald Tusk          |                                                     | premier Polski                      |                   | Europejska Partia Ludowa                                   | Platforma Obywatelska                       |
| Luís Montenegro      |                                                     | premier Portugalii                  |                   | Europejska Partia Ludowa                                   | Partia Socjaldemokratyczna                  |
| Nicușor Dan          |                                                     | prezydent Rumunii                   |                   | niezrzeszony                                               | niezależny                                  |
| Robert Fico          |                                                     | premier Słowacji                    |                   | niezrzeszony                                               | SMER-SD                                     |
| Robert Golob         |                                                     | premier Słowenii                    |                   | Partia Porozumienia Liberałów i Demokratów na rzecz Europy | Ruch Wolności                               |
| Ulf Kristersson      |                                                     | premier Szwecji                     |                   | Europejska Partia Ludowa                                   | Umiarkowana Partia Koalicyjna               |
| Viktor Orbán         |                                                     | premier Węgier                      |                   | Patrioci za Europą                                         | Fidesz                                      |
| Giorgia Meloni       |                                                     | premier Włoch                       |                   | Partia Europejskich Konserwatystów i Reformatorów          | Bracia Włosi                                |

## Tryb działania
Rada Europejska zbiera się dwa razy w ciągu półrocza. Gdy wymaga tego sytuacja, przewodniczący Rady Europejskiej może podjąć decyzję o zwołaniu nadzwyczajnego posiedzenia. Rada Europejska podejmuje decyzje zazwyczaj w drodze konsensusu, jednak traktaty przewidują kilka sytuacji, kiedy podejmuje decyzje w drodze głosowania. Przewodniczący Rady Europejskiej i przewodniczący Komisji nie biorą udziału w głosowaniu. W razie głosowania każdy z członków Rady Europejskiej może otrzymać pełnomocnictwo od co najwyżej jednego pozostałego członka. Rada Europejska podejmuje większością zwykłą decyzje w sprawach proceduralnych i uchwala regulamin wewnętrzny.

## Uprawnienia
Głównym zadaniem Rady Europejskiej jest nadawanie impulsów do rozwoju i określanie ogólnych kierunków i priorytetów politycznych. Ma więc w tym zakresie charakter stricte polityczny. Traktaty przyznały jednak Radzie Europejskiej szereg uprawnień szczegółowych, nie tylko politycznych.
Rada Europejska określa strategiczne cele w zakresie wspólnej polityki zagranicznej i bezpieczeństwa oraz podejmuje w tym zakresie niezbędne decyzje. Rada Europejska może jednomyślnie podjąć decyzję o ustanowieniu wspólnej europejskiej obrony. Rada Europejska posiada także uprawnienia decyzyjne w niektórych kwestiach związanych z przestrzenią wolności, bezpieczeństwa i sprawiedliwości.
Państwo uznające, że projekt aktu prawnego Unii mógłby naruszyć podstawowe aspekty jego systemu zabezpieczenia społecznego lub wymiaru sprawiedliwości, może zażądać przedłożenia tej kwestii Radzie Europejskiej. Procedura prawodawcza ulega wtedy zawieszeniu. Jeśli Rada Europejska nie znajdzie rozwiązania kompromisowego w tym zakresie, procedura prawodawcza ulega zakończeniu.
Rada Europejska ma też istotny wpływ na proces przyjmowania nowych członków – określa bowiem ogólne wytyczne co do negocjacji z państwem kandydującym. Analogiczne wytyczne formułuje w przypadku negocjacji z państwem pragnącym z Unii wystąpić.
Rada Europejska stanowiąc jednomyślnie na wniosek Komisji lub 1/3 państw członkowskich, po uzyskaniu zgody Parlamentu Europejskiego, może stwierdzić poważne i stałe naruszenie wartości demokratycznych lub praw człowieka w jednym z państw członkowskich. Państwo zainteresowane nie bierze udziału w głosowaniu. W takim przypadku Rada Unii Europejskiej może zawiesić niektóre prawa takiego państwa.
Rada Europejska określa również kolejność sprawowania prezydencji w Radzie Unii Europejskiej. Ma również prawo określenia kolejności rotacji stanowisk komisarzy w sytuacji, gdy komisarzy jest mniej niż państw członkowskich.
Rada Europejska posiada także istotne kompetencje kreacyjne – władzę wybierania pewnych organów i instytucji UE. M.in.
- wybiera przewodniczącego Rady Europejskiej,
- mianuje wysokiego przedstawiciela Unii do spraw zagranicznych i polityki bezpieczeństwa (za zgodą przewodniczącego Komisji),
- wskazuje, biorąc pod uwagę wynik wyborów do Parlamentu Europejskiego, kandydata na przewodniczącego Komisji Europejskiej (wybieranego przez Parlament Europejski),
- mianuje zatwierdzony przez Parlament Europejski skład Komisji,
- wybiera prezesa, wiceprezesa i członków Zarządu Europejskiego Banku Centralnego.

Rada Europejska nie pełni funkcji prawodawczych.